# Regla de los cinco segundos

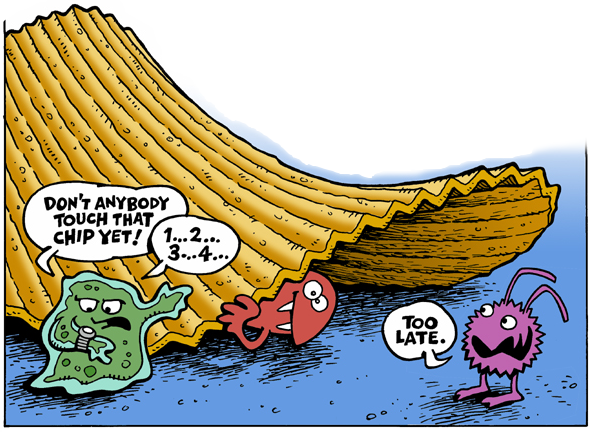
Viñeta ilustrativa de la regla de los cinco segundos.

Se conoce como regla de los cinco segundos a la creencia popular de que bien la comida o la cubertería no están contaminados por las bacterias del suelo una vez se recoja del suelo antes del tiempo estipulado (cinco segundos). Algunos grupos de personas son fervientes creyentes de esta regla y suelen llevarse la comida a la boca a pesar de la sensación de disgusto que puede aparecer en determinados círculos de personas. Esta "regla" ha sido definida de manera científica como carente de fundamento.

## Estudios
Dicha regla ha atraído la atención de diversos estudiantes, los cuales han estado estudiando tanto el impacto sociológico como los efectos en la salud.
En 2003, Jillian Clarke de la Universidad de Illinois estimó que un 56% de la población masculina y un 70% de la femenina estaban familiarizados con este proceder. En su análisis utilizó una baldosa contaminada con E. Coli y restos varios de comida que tras ser expuestos de manera breve al suelo (menos de cinco segundos) representaban un importante nivel de contaminación, no siendo así la pieza cerámica.
Por dicho trabajo, Clarke recibió en 2004 el Premio Ig Nobel de Salud Pública. En 2006 se realizó un estudio más exhaustivo en el que se utilizó bacterias de salmonela en superficies del hogar como son la madera, suelo y alfombra de nylon. Tras veintiocho días expuesto bajo condiciones secas, la bacteria todavía estaba activa. En este experimento se demostró que la salmonela podía contaminar el pan en ocho horas y la mortadela en menos de cinco segundos. Dicho proceso se incrementa por diez al pasar un minuto desde el momento en el que la comida está expuesta.
El programa televisivo MythBusters se hizo eco de la regla y estudió el fenómeno. En conclusión no hubo gran diferencia respecto al número de bacterias entre dos trozos expuestos dos y seis segundos respectivamente.
Ted Allen de Food Detectives también realizó otra prueba en la que se vio cómo las bacterias se acercaban a la comida de manera inmediata, e inclusive las zonas con mayor afluencia de gente favorecen la reproducción de las mismas hasta tal punto de haber más bacterias.